# Slow Riot for New Zero Kanada
Slow Riot for New Zero Kanada é o primeiro e o único EP lançado pela banda canadense de post-rock Godspeed You! Black Emperor. Foi lançado pela gravadora Constellation Records, sediada em Montreal, em 1999, e relançado pela Kranky.

## Embalagem
A embalagem do EP faz poucas referências à banda ou ao título do EP: a embalagem externa não faz nenhuma referência ao Godspeed, mas os menciona nas notas do encarte; o título do EP é exibido apenas na lombada da prensagem do CD. Os títulos das músicas não estão listados em nenhuma parte da capa. O estojo de papelão do álbum é incomum, pois abre na direção oposta à de um estojo de CD convencional; isso se deve ao fato de o texto hebraico ser lido da direita para a esquerda.
A frente do EP contém caracteres hebraicos תֹ֙הוּ֙ וָבֹ֔הוּ, Tohu va-Vohu ("sem forma e vazio"). Essa frase é usada tanto em Gênesis 1:2 quanto em Jeremias 4:23, a primeira para descrever a Terra antes de Deus separar a luz das trevas e a segunda para descrever a Terra após o Dia do Senhor. Os pontos e traços acima das letras são chamados de tropos. Eles ditam a melodia e a entonação e são encontrados na Torá, bem como no restante da Bíblia hebraica. Na capa interna, esse texto é colocado em um contexto maior, com Jer 4:23-27 em hebraico e inglês (aparentemente a versão da Jewish Publication Society):
23 Contemplei a terra,
E eis que era desolada e vazia;
E os céus, e não tinham luz.
24 Observei os montes, e eis que tremiam,
E todos os montes se moviam de um lado para outro.
25 Olhei, e eis que não havia homem algum,
E todas as aves do céu fugiram.
26 Observei, e eis que o campo fértil era um deserto,
E todas as suas cidades foram destruídas.
Diante da presença do SENHOR,
E diante do furor da sua ira.
27 Porque assim diz o SENHOR:
Toda a terra se tornará em desolação;
Mas eu não a destruirei totalmente.
O verso do EP contém um diagrama com instruções em italiano sobre como fazer um coquetel molotov.
O EP foi gravado em um disco de 12 polegadas com cada lado destinado a ser tocado em uma velocidade diferente. O lado A, "Moya", é tocado a 45 rpm, enquanto o lado B, "BBF3", é tocado a 33 ⅓ rpm.

## Música
| Críticas profissionais | Críticas profissionais |
| Avaliações da crítica  | Avaliações da crítica  |
| Fonte                  | Avaliação              |
| ---------------------- | ---------------------- |
| AllMusic               | [ 3 ]                  |
| NME                    | 8/10                   |
| Pitchfork              | 9/10                   |
| SputnikMusic           | 5/5                    |

### Moya
O título da música é uma referência ao membro da banda Mike Moya. Os setlists dos shows se referem a essa música como "Gorecki" porque é uma reformulação de sua terceira sinfonia.

### BBF3
O título da música "BBF3" refere-se ao entrevistado do vox populi chamado "Blaise Bailey Finnegan III", cujas divagações excêntricas formam o núcleo da música. Finnegan recita um poema que ele mesmo afirma ter escrito. O poema é, na verdade, composto em sua maior parte por letras da música "Virus", do Iron Maiden, escritas pelo então vocalista Blaze Bayley. Blaise Bailey Finnegan III também é ouvido em uma entrevista no início da faixa "Providence", no lançamento anterior do grupo, F♯ A♯ ∞, e, de fato, algumas apresentações de shows de "BBF3" também incorporam esse trecho.

## Faixas
| N.º            | Título         | Duração |  |
| 1.             | "Moya"         | 10:51   |  |
| 2.             | "BBF3"         | 17:45   |  |
| Duração total: | Duração total: | 28:36   |  |